# 백자 병
백자 병(白磁 甁)은 15세기 후반에 만들어진, 조선 백자 병이다. 1991년 1월 25일 대한민국의 보물 제1054호로 지정되었다.

## 개요
조선시대 전기의 백자 병으로 높이 36.2cm, 아가리 지름 7.4cm, 밑지름 13.5cm이다.
벌어진 아가리에서 긴 목을 지나 몸통까지 유연한 곡선을 이루고 벌어져 풍만한 몸체를 이루었으며, 넓고 높은 굽다리를 갖춘 안정감을 주는 병이다. 묵직한 기벽에 푸른빛이 도는 백색 유약을 고르게 발랐으며, 광택이 은은하다. 이러한 백자는 경기도 광주에서 15세기 후반에서 16세기 전반에 걸친 시기에 만들어진 것으로 추정된다.
풍만하고 단정하며 격식있는 병의 형태와 부드러운 색이 어울리는, 조선초기의 대표적인 병의 하나이다. 

## 특징
약간 벌어진 입과 유연한 곡선을 이루며 어깨에서부터 벌어져 몸통 아랫부분에서 풍만한 몸통을 이루었고, 넓고 알맞은 굽다리를 이룬 안정감을 주는 병이다. 유색은 담청을 머금은 백자유로 전면에 고르게 칠했으며, 광택이 은은하다. 굽다리에는 가는 모래받침을 받쳐 정교하게 구운 흔적이 남아 있다. 술 등을 담아 사용하였을 이러한 백자 병은 경기도 광주 일대의 도마리, 무갑리, 귀여리 요지 등의 15세기 후반에서 16세기 초반에 걸친 시기에 제작된 양질의 관어용 백자이다. 풍만하고 기품이 있는 이 백자 병은 조선 초기를 대표하는 작품의 하나이다.

## 참고 자료
- 백자 병 - 국가유산청 국가유산포털

 본 문서에는 서울특별시에서 지식공유 프로젝트를 통해 퍼블릭 도메인으로 공개한 저작물을 기초로 작성된 내용이 포함되어 있습니다.